# 李栋梁 (1958年)
李栋梁（1958年8月—），山西省大同市左云县人，中华人民共和国政治人物。

## 生平
早年毕业于山西大学。1989年，担任朔州市人事局局长。1996年，任中共平鲁区委书记；同年改朔州市副市长。2009年，任中共阳泉市委副书记、代市长、市长。2013年2月，李栋梁不再担任阳泉市长，同年4月被正式任命为山西省住房和城乡建设厅厅长。